# 人間水域
『人間水域』（にんげんすいいき）は、松本清張の長編小説。『マイホーム』に連載され（1961年12月号 - 1963年4月号）、1970年12月に祥伝社から刊行された。
1964年にテレビドラマ化されている。

## あらすじ
久井ふみ子は、水墨画家としての名声が上がるに連れて、パチンコ屋の長村平太郎が自分のパトロンと世間に知られるのは大きな障害になる、教養の高い名士の市沢庸亮に乗り換えなければならないと思うようになった。ふみ子は市沢庸亮への接近を試みるが、師匠の杉尾連洋と骨董店を訪れた際、かつて自分を支援した美術記者の島村理一に遭遇する。平太郎と手を切ることの困難に直面したふみ子は、市沢庸亮にその手切れ金の出資を依頼する。
各界の有名人が発起人のパーティーに出席した滝村可寿子は、島村の前でふみ子を手厳しく批評するが、可寿子を引き立てていたR新聞の白川が近々左遷されるとの情報が入る中で、島村に接近する態度を見せる。島村は、パーティーの受付で可寿子のもとに出入りする森沢由利子と知り合う。

## 主な登場人物
- 原作における設定を記述。

久井ふみ子
女流水墨画家。東京の美術大学を卒業後、現代水墨画の旗手として世間に名を知られてきている。
滝村可寿子
ふみ子のライバルと目される女流水墨画家。欧米の影響を受けた前衛的・抽象的な作風。
島村理一
L新聞の学芸記者。水墨画に詳しく、有名になる前のふみ子を後援していた。
長村平太郎
パチンコ店経営者。パトロンとしてふみ子を経済的に支えてきた。
市沢庸亮
旧大名家出身の名士。幾多の会社の役員を兼ね、財界に隠然たる勢力を持つ。
森沢由利子
滝村可寿子の若い門下生。
久井種太郎
ふみ子の父。旧陸軍中将だが現在は零落し平太郎の援助を受ける。
杉尾連洋
現代水墨画壇の大御所。主宰の芸術クラブでふみ子に金賞を授与。
深井柳北
アメリカでも評価の高い前衛華道の家元。可寿子との交際を噂される。
白川英輔
R新聞文化部次長。可寿子の熱心な支持者。

## エピソード
- 本作が連載された光文社の雑誌『マイホーム』は『女性自身』の姉妹誌であり、櫻井秀勲が編集長を務めていた。1970年に光文社で発生した労働争議により役員総辞職に追い込まれた櫻井は伊賀弘三良らと共に同社を退職し、祥伝社の設立に参加、この時清張は祥伝社の創立祝いとして、同社の新書レーベル「ノン・ブック」の第1回配本に本作を提供した[1]。清張は本作の印税を受け取らず「申し出には感謝しかありませんでした」と櫻井は述べている[2]。
- エッセイストの酒井順子は、田園調布のお嬢さんとパチンコ店主という（女高男低の）カップルは、短編「遠くからの声」における女子大出のお嬢さんと炭坑労働者を思い起こさせると述べ、「遠くからの声」や『霧の旗』で転落ものの端緒を掴んだ清張がその後、もっと華やかな女性を、もっと派手に転落させたくなったのではないかと推測、本作を『花実のない森』『翳った旋舞』と共に極私的三大「お嬢さん転落小説」と位置付けている[3]。

## テレビドラマ
1964年7月6日から10月23日まで（14:15-14:30）、朝日放送にて全80回の連続ドラマとして放映。
キャスト
- 町田祥子
- 田原弘二郎
- 富永ユキ
- 松本仁子
- 荒木雅子
- 市川男女之助

スタッフ
- 脚本 - 藤本義一
- 監督 - 竹縄源太郎
- 制作 - 松竹